# Jacky Novi
JACKY Novi, dit Jacky Novi, est un footballeur puis entraîneur français, né le 18 juillet 1946 à Bellegarde dans le Gard. Il évolue au poste de défenseur central ou de milieu de terrain du début des années 1960 au début des années 1980.
Formé au Nîmes Olympique, il évolue ensuite à l'Olympique de Marseille avec lequel il remporte le championnat de France en 1971 et 1972 et la Coupe de France en 1969 et 1972, puisretourne au Nîmes Olympique pour une saison. Il rejoint alors le Paris Saint-Germain avant de finir sa carrière professionnelle au RC Strasbourg avec lequel il gagne de nouveau le championnat en 1979.
Il compte vingt sélections en équipe de France de 1969 à 1972.
Devenu entraîneur, il dirige le Rodez AF, l'ES Fréjus et l'Olympique d'Alès.

## Biographie

### En club
Formé au Nîmes Olympique et à l'Olympique de Marseille, il signe son premier contrat professionnel le jour de ses 18 ans. Il a déjà évolué avec l'équipe première de son club (31 août 1963 à Reims), le Nîmes olympique la saison précédente. Il passe à l'OM en 1967 à la suite de la relégation de Nîmes en D2. Pas titulaire en début de saison 1967-68 à l'OM, il s'impose ensuite au poste de milieu défensif.
Il joue 544 matchs en Division 1 : 165 avec Nîmes, 195 avec Marseille, 102 avec le PSG et 82 avec Strasbourg.
En 2022, le magazine So Foot le classe dans le top 1000 des meilleurs joueurs du championnat de France, à la 79e place.

### Entraîneur
Après sa carrière de joueur, Jacky Novi devient entraîneur. Il prend en charge le centre de formation du Nîmes Olympique de 1989 à 1992 puis devient entraîneur de Rodez AF en National (D3) de 1995 à 1997. Entraîneur de Fréjus en 1997-98, il en devient le directeur sportif la saison suivante avant de reprendre sa place sur la banc.

## Palmarès
Jacky Novi dispute 544 rencontres pour 23 buts inscrits en championnat de France. Avec l'Olympique de Marseille, il remporte le championnat en 1971 et 1972 et termine vice-champion en 1970. Il remporte également avec le club phocéen la Coupe de France en 1969 et 1972. Avec l'OM, il remporte également le challenge des champions en 1971 et, est finaliste en 1969 et 1972.
Sous les couleurs du RC Strasbourg, il remporte un nouveau titre de champion en 1979.
International juniors, puis militaire, première sélection militaire le 16 février 1966 contre l'armée anglaise, et espoirs (première sélection espoirs le 5 juin 1966 contre l'Irlande), il compte vingt sélections en équipe de France entre 1969 et 1972.

## Statistiques
Le tableau ci-dessous retrace la carrière de Jacky Novi durant son parcours de joueur professionnel.
| Saison                | Club                   | Championnat           | Championnat | Championnat | Coupe(s) nationale(s) | Coupe(s) nationale(s) | Supercoupe | Supercoupe | Compétition(s) continentale(s) | Compétition(s) continentale(s) | Compétition(s) continentale(s) | Coupe Charles Drago | Coupe Charles Drago | Barrages d'accession | Barrages d'accession | France | France | Total | Total |
| Saison                | Club                   | Division              | M.          | B.          | M.                    | B.                    | M.         | B.         | Comp.                          | M.                             | B.                             | M.                  | B.                  | M.                   | B.                   | M.     | B.     | M.    | B.    |
| 1963-1964             | Nîmes Olympique        | Division 1            | 23          | 1           | 1                     | 0                     | -          | -          | -                              | -                              | -                              | 1                   | 0                   | -                    | -                    | -      | -      | 25    | 1     |
| 1964-1965             | Nîmes Olympique        | Division 1            | 34          | 0           | 2                     | 0                     | -          | -          | -                              | -                              | -                              | 1                   | 0                   | 4                    | 0                    | -      | -      | 41    | 0     |
| 1965-1966             | Nîmes Olympique        | Division 1            | 34          | 1           | 3                     | 0                     | -          | -          | -                              | -                              | -                              | -                   | -                   | 4                    | 0                    | -      | -      | 41    | 1     |
| 1966-1967             | Nîmes Olympique        | Division 1            | 37          | 1           | 1                     | 0                     | -          | -          | -                              | -                              | -                              | -                   | -                   | 4                    | 0                    | -      | -      | 42    | 1     |
| Sous-total            | Sous-total             | Sous-total            | 128         | 3           | 7                     | 0                     | -          | -          | -                              | -                              | -                              | 2                   | 0                   | 12                   | 0                    | -      | -      | 149   | 3     |
| 1967-1968             | Olympique de Marseille | Division 1            | 29          | 1           | 1                     | 0                     | -          | -          | -                              | -                              | -                              | -                   | -                   | -                    | -                    | -      | -      | 30    | 1     |
| 1968-1969             | Olympique de Marseille | Division 1            | 33          | 2           | 9                     | 2                     | -          | -          | C3                             | 2                              | 0                              | -                   | -                   | -                    | -                    | 1      | 0      | 45    | 4     |
| 1969-1970             | Olympique de Marseille | Division 1            | 34          | 1           | 1                     | 0                     | 1          | 0          | C2                             | 4                              | 0                              | -                   | -                   | -                    | -                    | 6      | 0      | 46    | 1     |
| 1970-1971             | Olympique de Marseille | Division 1            | 38          | 1           | 8                     | 0                     | -          | -          | C3                             | 2                              | 0                              | -                   | -                   | -                    | -                    | 7      | 0      | 55    | 1     |
| 1971-1972             | Olympique de Marseille | Division 1            | 37          | 7           | 8                     | 0                     | 1          | 0          | C1                             | 4                              | 0                              | -                   | -                   | -                    | -                    | 5      | 0      | 55    | 7     |
| 1972-1973             | Olympique de Marseille | Division 1            | 24          | 1           | 3                     | 0                     | 1          | 0          | -                              | -                              | -                              | -                   | -                   | -                    | -                    | 1      | 0      | 29    | 1     |
| Sous-total            | Sous-total             | Sous-total            | 195         | 13          | 30                    | 2                     | 3          | 0          | -                              | 12                             | 0                              | -                   | -                   | -                    | -                    | 20     | 0      | 260   | 15    |
| 1973-1974             | Nîmes Olympique        | Division 1            | 37          | 4           | 3                     | 0                     | -          | -          | -                              | -                              | -                              | -                   | -                   | -                    | -                    | -      | -      | 40    | 4     |
| Sous-total            | Sous-total             | Sous-total            | 37          | 4           | 3                     | 0                     | -          | -          | -                              | -                              | -                              | -                   | -                   | -                    | -                    | -      | -      | 40    | 4     |
| 1974-1975             | Paris Saint-Germain    | Division 1            | 36          | 2           | 9                     | 0                     | -          | -          | -                              | -                              | -                              | -                   | -                   | -                    | -                    | -      | -      | 45    | 2     |
| 1975-1976             | Paris Saint-Germain    | Division 1            | 28          | 0           | 7                     | 0                     | -          | -          | -                              | -                              | -                              | -                   | -                   | -                    | -                    | -      | -      | 35    | 0     |
| 1976-1977             | Paris Saint-Germain    | Division 1            | 38          | 0           | 4                     | 0                     | -          | -          | -                              | -                              | -                              | -                   | -                   | -                    | -                    | -      | -      | 42    | 0     |
| Sous-total            | Sous-total             | Sous-total            | 102         | 2           | 20                    | 0                     | -          | -          | -                              | -                              | -                              | -                   | -                   | -                    | -                    | -      | -      | 122   | 2     |
| 1977-1978             | RC Strasbourg          | Division 1            | 20          | 0           | -                     | -                     | -          | -          | -                              | -                              | -                              | -                   | -                   | -                    | -                    | -      | -      | 20    | 0     |
| 1978-1979             | RC Strasbourg          | Division 1            | 30          | 0           | 7                     | 1                     | -          | -          | C3                             | 4                              | 0                              | -                   | -                   | -                    | -                    | -      | -      | 41    | 1     |
| 1979-1980             | RC Strasbourg          | Division 1            | 32          | 1           | 3                     | 0                     | -          | -          | C1                             | 6                              | 0                              | -                   | -                   | -                    | -                    | -      | -      | 41    | 1     |
| Sous-total            | Sous-total             | Sous-total            | 82          | 1           | 10                    | 1                     | -          | -          | -                              | 10                             | 0                              | -                   | -                   | -                    | -                    | -      | -      | 102   | 2     |
| Total sur la carrière | Total sur la carrière  | Total sur la carrière | 544         | 23          | 70                    | 3                     | 3          | 0          | -                              | 22                             | 0                              | 2                   | 0                   | 12                   | 0                    | 20     | 0      | 673   | 26    |